# 고질라 VS. 콩
《고질라 VS. 콩》(영어: Godzilla vs. Kong)은 2021년 공개된 미국과 오스트레일리아의 괴물 영화이다. 애덤 윈가드가 감독을, 에릭 피어슨과 맥스 보런스틴이 각본을 맡았다. 몬스터버스의 네 번째 영화이자 첫 번째 크로스오버 작품이다.
기존 2020년 11월 20일에 북아메리카 개봉 예정이었으나, 코로나19로 인해 개봉이 2021년 3월 26일로 연기되었다. 북아메리카는 3월 31일 극장 개봉과 함께 HBO 맥스 동시 공개된다.

## 줄거리
고질라와 기도라의 전투 3년 후, 모나크에서는 고질라의 계속되는 공격을 막기 위해 스컬 아일랜드에서 콩을 데려와 가상 홀로그램으로 콩이 지내던 곳과 최대한 비슷하게 조성하여 콩을 보호관찰하고 있다. 한편, 월터 시몬스가 운영하는 에이펙스라는 회사의 직원 버니 헤이즈는 에이펙스의 음모를 밝혀내고자 한다. 그러나 이를 확인하려던 찰나, 인간들에게 등을 돌린 고질라가 비밀연구회사인 에이펙스에 존재하는 알 수 없는 힘에 이끌려 그곳을 쑥대밭으로 만든다. 버니 헤이즈는 가까스로 목숨을 던지며 이상한 로봇 눈알을보고 고질라는 돌아간다. 
이에 에이펙스 CEO 월터 시몬스는 고질라에 대항할 에너지원을 찾기 위해 '지구 공동설'을 주장하는 학자 네이선 린드를 찾아가 할로우 어스에서 에너지원을 구해달라고 요구한다. 이를 받아들인 네이선은 할로우 어스가 타이탄의 고향인 만큼, 콩 전문가인 아일린 앤드류스에게 보호 중인 콩과 함께 탐사를 하자고 한다. 네이선과 아일린은 콩과 특별한 유대감을 이루는 아이인 지아 등과 탐사대를 꾸려 콩과 함께 할로우 어스로 떠난다. 
콩을 배에 태우고 바다를 건너던 중, 고질라가 습격을 한다. 콩은 어떻게든 고질라를 쫓아내려 했지만, 고질라가 가장 특화된 수중전에선 이길 수 없었다. 결국 인간들이 전함의 무기를 내려 죽은 척을 해보자, 고질라는 콩을 노려보며 사라졌다.
인간들은 고질라를 피해 공중으로 이동해 끝내 할로우어스의 입구에 도착한다. 할로우어스에 진입한 콩은 워뱃을 만나 고전하는 등, 험난한 길을 계속 돌파하며 마침내 조상들의 터를 발견한다. 그곳에서 콩은 방사능 도끼를, 인간들은 에너지원을 찾게 된다.
메카 고질라를 쫓아 홍콩에 상륙한 고질라는 지구 공동에서 일어나는 콩의 움직임을 감지하곤, 방사열선을 최대치로 충전하여 땅에 냅다 뿜어버린다. 고질라가 뿜어낸 열선의 영향으로 전당에 있던 헬호크들이 다수 깨어나고, 탈출에 급급했던 월터의 딸 마야는 앞길을 막던 콩을 공격하고 만다. 콩은 우주선 히브를 한 손으로 잡아 부숴버리고, 고질라가 열선으로 지구 공동까지를 완벽히 뚫어버리고 포효하자, 콩도 자신의 집에 거대한 구멍이 뚫린것에 대해 분노하듯 맞서 포효한다. 콩은 도끼로 고질라의 머리를 가격하여 그를 다운시키는 데 성공한다. 하지만 고질라는 금세 정신을 차리고, 고질라가 콩의 팔을 물고 그의 어깨를 탈골시켜 버린다. 고질라가 콩을 제압하는 것을 본 월터는 메카 고질라를 작동시킨다. 결국 기도라의 자아가 메카의 본체를 완전히 장악하여 사실상 기도라가 메카 고질라로서 부활하고 만 상황이 초래되고, 에이펙스 시설의 지면을 열선으로 뚫고 나온 메카 고질라는 홍콩 도시를 무차별적으로 파괴하기 시작한다.고질라는 메카 고질라를 보고 공격을 하지만 콩과의 결투에서 많은 기력을 소진한 터라 메카 고질라의 나선열선에 밀려 그대로 쓰러진다. 심장마비에서 겨우 깨어난 콩도 공격하지만 꼬리공격을 겨우 막으며 버티기 시작했다. 
에이펙스 건물에서 메카 고질라의 작동을 멈추려던 조쉬는 결국 암호 해석에 실패하여 접근 권한을 차단당하고 낙담한다. 버니 역시 최후를 직감했는지 자신의 아내가 죽기 전 남겼던 위스키를 마시려하는데, 그걸 본 조쉬는 무언가 깨달은 듯 술을 빼앗아 콘솔에 냅다 부어버린다. 그러자 갑자기 콘솔에 이상이 생기면서 메카 고질라의 꼬리 드릴이 멈추고, 공격을 막고 있던 외피가 약해지고  그 사이 고질라가 열선을 발사하여 콩이 들고 있던 도끼를 충전시켜주었고, 이를 눈치챈 콩이 도끼를 휘두르자 드디어 메카 고질라의 장갑이 박살난다. 콩은 자신을 위협하던 꼬리부터 하여 메카의 팔, 다리까지 차례차례 부숴버리곤 마지막으로 목을 내리찍은 뒤 척추까지 한꺼번에 뽑아버림으로써 메카 고질라를 파괴하고, 메카의 머리를 들고 승리의 포효를 한다. 할로우 어스에 새로운 집을 마련한 콩이 절벽 위에 서서 포효하는 것으로 영화는 막을 내린다.

## 출연진
- 알렉산데르 스카르스고르드 - 네이선 린드 역
- 밀리 보비 브라운 - 매디슨 러셀 역
- 리베카 홀 - 아일린 앤드루스 역
- 브라이언 타이리 헨리 - 버니 헤이스 역
- 오구리 슌 - 세리자와 렌 역
- 에이사 곤살레스 - 마이아 시먼스 역
- 줄리언 데니슨 - 조쉬 밸런타인 역
- 카일 챈들러 - 마크 러셀 역
- 데미안 비치르 - 월터 시먼스 역
- 케일러 호틀 - 지아 역

### 등장괴수
- 고질라
- 콩
- 메카 고질라
- 스컬 크롤러(레드 스컬)
- 워뱃
- 기도라(두개골)